# داود لمعي
القمص داود لمعي ، من مواليد 1962، هو كاهن قبطي أرثوذكسي وراعي كنيسة مارمرقس في شارع كليوباترا في حي مصر الجديدة، القاهرة، مصر.

## النشأة
اسمه قبل الرسامة: الشماس الدكتور باسم لمعي عشم الله. ولد في القاهرة في 11 مارس 1962. كما شغل والده ووالدته مناصب في الكنيسة. قبل سيامته ، خدم أبونا داود مع أخيه وأخته في كنيسة القديس مرقس القبطية الأرثوذكسية في مصر الجديدة. أكمل دراسته عن خدمة مدراس الأحد عام 1978. ثم بدأ الخدمة في مدارس الأحد التابعة للكنيسة أولاً من خلال تعليم أطفال ابتدائي ثم اعدادي ثم ثانوي.
بعد ذلك ، تم تعيينه نائبًا للمشرف على دورات إعداد خدام الكنيسة ، بينما كان يعمل في نفس الوقت في مجموعة كنيسة القديس أسطفانوس الطبية ، التي أسسها طلاب في كلية الطب ، وأشرف عليها الانبا موسى أسقف الشباب. وكان يعزف الموسيقى على سبيل الترفيه.

## التعليم والعمل
تخرج من كلية الطب عام 1985 ، ثم خدم في اجتماع الأطباء الخريجين. حصل على درجة الماجستير في طب الأمراض الجلدية عام 1990 ، وعمل كطبيب أمراض جلدية لمدة 13 عامًا. ثم التحق بالجيش بصفة ضابط احتياط عام 1987 حيث مكث لمدة عامين ونصف.
كما خدم القمص داود لمعي اللاجئين في مصر ، وقبل فترة وجيزة من رسامته ، بدأ في خدمة الأحياء الفقيرة العشوائية (حوالي عام 1985).

## الزواج والرسامة
تزوج من تاسوني شيرين. بعد سنوات قليلة ، تم اختياره كاهنًا في الولايات المتحدة الأمريكية . وافق البابا شنودة على رسامته وعينه للخدمة في أمريكا ، لكن ابونا داود وزوجته فضلوا البقاء في مصر. في يوم الإثنين 8 يونيو 1998 ، رسم البابا شنودة الثالث الشماس باسم في كنيسة الأنبا شنودة رئيس المتوحدين بدير القديس بيشوي بوادي النطرون بمصر كاهنًا لكنيسة مارمرقس بمصر الجديده بإسم القس داود. وفي يوم الثلاثاء 11 مايو 2010 ، تمت ترقية القس داود إلى رتبة قمص بيد البابا شنودة الثالث وأصبح القمص داود. 

## الخدمة
يخدم القمص داود لمعي في كنيسة القديس مرقس القبطية الأرثوذكسية في كليوباترا ، مصر الجديدة ، في مجموعة متنوعة من الخدمات. نشر العديد من الأعمال التي تُرجم بعضها إلى اللغتين الإنجليزية والفرنسية. بالإضافة إلى إرسال العديد من البعثات التطوعية لمساعدة المحتاجين في بلدان مختلفة ، وخصوصا إفريقيا ، مثل كينيا وجنوب إفريقيا .
يقدم القمص داود لمعي برامج متنوعة على القنوات القبطية مثل سي تي في وأغابي و مي سات و سي واي سي و لوجوس تي في. 

## كتب
بعض كتب القمص داود لمعي:
- صرخات الكاهن [4]
- تأملات في سفر نحميا [5]
- لماذا الألم [6]
- طرق دراسة الكتاب المقدس [7]
- تأملات في حياة يوسف [8]
- تأملات في سفر ميخا [9]
- أتستطيع أن تؤمن ؟! [10]
- الخدمة هي الحل [11]
- المنهج التنموي في الخدمة [12]
- متدينون و لكن [13]
- يعقوب في يد الخزاف [14]
- تأملات في حياة آدم [15]
- كيف ؟ [16]
- الافحارستيا [17]
- لماذا؟ [18]
- أرثوذكسي لا غش فيه[19]
- حياة داود النبي [20]
- حدود الطاعة والخضوع في المسيحية [21]
- ا.. ب.. الزواج المسيحى [22]
- تعزيات السماء [23]